# Giovanni Battista Benedetti (magistrato)
Giovanni Battista Benedetti (Palmi, 10 maggio 1897 – ...) è stato un magistrato italiano, giudice della Corte costituzionale dal 1963 al 1975 nonché vicepresidente della stessa Corte dal 1974 al 1975.

## Biografia
È stato presidente di sezione della Corte dei conti.
È stato eletto giudice della Corte costituzionale dai magistrati della Corte dei conti il 26 febbraio 1963 e ha giurato nelle mani del presidente della Repubblica Antonio Segni l'11 luglio 1963.
È stato nominato vicepresidente della Corte il 3 agosto 1974 dal presidente Francesco Paolo Bonifacio.
È cessato dalla carica di giudice e quindi di vicepresidente della Corte l'11 luglio 1975.